# NGC 975
NGC 975 è una galassia lenticolare situata nella costellazione della Balena, a una distanza di circa 282 milioni di anni luce dalla nostra Via Lattea.

## Scoperta
La galassia è stata scoperta il 9 novembre 1884 dall'astronomo statunitense Lewis Swift.

## Supernova
Il 14 gennaio 2012, all'interno di NGC 975 è stata scoperta la supernova SN 2012E dall'astronomo amatoriale canadese Jack Newton e dallo statunitense Tim Puckett.. La supernova è stata classificata di tipo Ia.